# Friedrich III. (Pfalz)

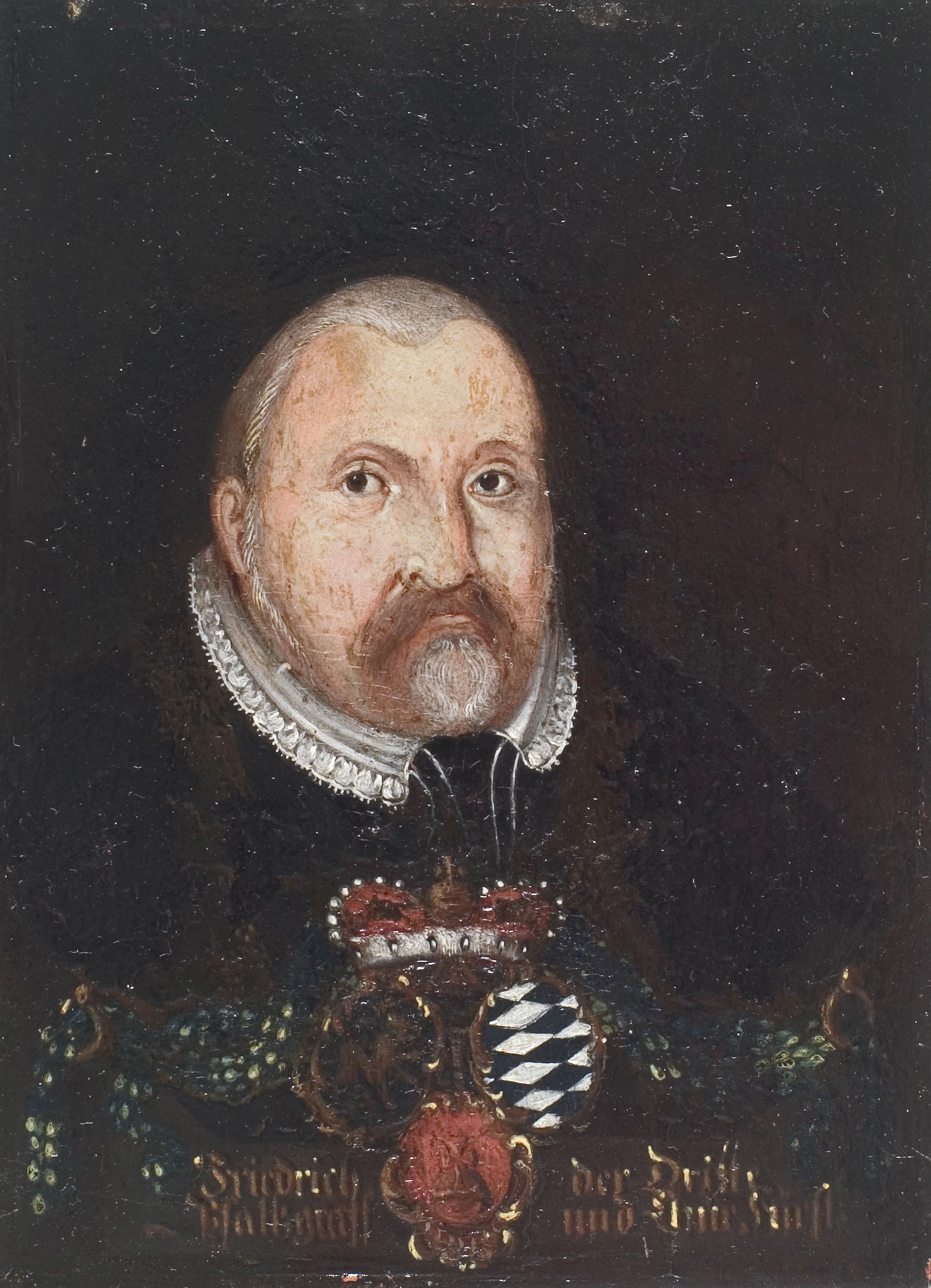
Kurfürst Friedrich III. von der Pfalz

Friedrich III. von der Pfalz, der Fromme – genannt auch „Pius“ – (* 14. Februar 1515 in Simmern; † 26. Oktober 1576 in Heidelberg), aus der Familie der Wittelsbacher war Pfalzgraf von Simmern-Sponheim und Kurfürst von der Pfalz (1559–1576). Er begründete die Herrschaft der Linie Pfalz-Simmern über die Kurpfalz, die dort bis 1685 regierte.

## Leben und Werk

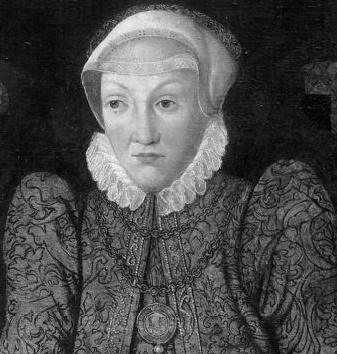
Marie von Brandenburg-Kulmbach, Alte Pinakothek, Ausschnitt

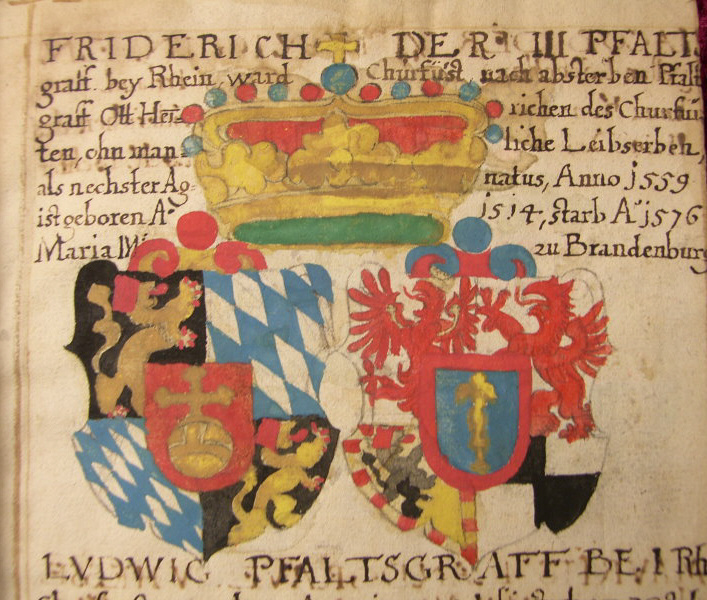
Allianzwappen Friedrichs III. und seiner Gemahlin Maria von Brandenburg-Kulmbach (Abschrift des 17. Jh. des Rüxnerschen Turnierbuchs)

Seine Eltern waren der Pfalzgraf Johann II. von Pfalz-Simmern (1492–1557) und Beatrix von Baden (1492–1535). Seine Erziehung erfolgte an katholischen Höfen, unter anderem dem von Karl V.
Er folgte dem kinderlosen Kurfürsten Ottheinrich (1556–1559), dem Stiefvater seiner  Frau Marie, in der pfälzischen Kurwürde. Bereits 1528 zusammen mit seinen Brüdern Georg und Reichard an der Alten Universität Köln (Universitas Studii Coloniensis) immatrikuliert, wurde Friedrich seit 1546 ein eifriger, überzeugter Anhänger der Reformation. Vermählt mit der protestantischen Maria, der Tochter des Markgrafen Kasimir von Brandenburg-Kulmbach 1537, hatte er eine zahlreiche Familie; er war ein armer, mit materieller Not vielfach kämpfender Fürst, als er am 12. Februar 1559 die Kur erhielt. Als Kurfürst stand er im Reich in großem Ansehen wegen der Energie, mit der er die protestantische Sache vertrat. Der reformierten Auffassung sich zuneigend, trat er bei der seit 1560 immer schroffer werdenden Parteiung zwischen Lutheranern und Reformierten immer entschiedener für die Sache der Reformierten auf.
Auf seine Initiative geht dann auch der Heidelberger Katechismus von 1563 zurück, auf dessen Redaktion er bis in Einzelheiten hinein großen Einfluss ausgeübt hat; er setzte durch, dass die Pfalz diesem, den Katechismus Luthers ersetzenden Bekenntnis anhing. Die Lutheraner verließen das Land. Diese pfälzische Religionsveränderung wurde von den deutschen Protestanten nicht gern gesehen. Man bestritt den Calvinisten, denen auch Friedrich III. angehörte, die „Zugehörigkeit zu den Augsburger Konfessionsverwandten“, denen der Augsburger Reichs- und Religionsfrieden von 1555 Duldung zuerkannt hatte; man wollte die Reformierten als außerhalb des Friedens stehende Sektierer bezeichnen. Auf dem Augsburger Reichstag von 1566 hatte Kurfürst Friedrich deshalb heftige Anfechtungen zu bestehen. Der Zwiespalt und Gegensatz der beiden protestantischen Richtungen wurden vornehmlich durch Kursachsen und Kurpfalz repräsentiert.
Auch im eignen Haus hatte Friedrich Ärger: Der älteste Sohn, Ludwig, war Lutheraner, der zweite, Johann Kasimir, Anhänger der väterlichen Religion und Politik. Mit allen Gegnern der habsburgisch-katholischen Partei in Europa stand Friedrich in Verbindung: In England, in Frankreich und in den Niederlanden reichte er den kämpfenden Protestanten die Hand. Besonders die französischen Hugenotten erfreuten sich wiederholt seines Rats und seiner Hilfe, so 1562 und 1567. Im Jahr 1568 nahm Johann Kasimir im Auftrag des Vaters am Hugenottenkrieg teil, und der niederländische Aufstand wurde von einem pfälzischen Heer unterstützt. Der dritte Sohn Friedrichs, Christoph, fand in der Schlacht auf der Mooker Heide (April 1574) den Tod. Im Innern suchte der Kurfürst auf jede Weise die Blüte der Heidelberger Universität zu heben und sorgte unablässig für das Kirchen- und Schulwesen seines Landes.
Unmittelbar nach dem Erscheinen des Buches De praestigiis daemonum des Kritikers der Hexenverfolgung Johann Weyer (1515/16–1588) im Jahr 1563 lehnte Kurfürst Friedrich III. die weitere Tortur und Anwendung der Todesstrafe für angebliche Hexen ab. Christoph Prob († 1579), sein Kanzler, verteidigte Weyers Auffassung noch im selben Jahr auf dem Rheinischen Kurfürstentag in Bingen.
1568 wies Friedrich reformierte wallonische Glaubensflüchtlinge in das aufgelassene Kloster Lambrecht ein. Viele der Wallonen waren Tuchmacher und begründeten eine lange währende Tradition im Neustadter Tal. Im Bemühen, auch die reformatorischen Täufer für die neue reformierte Landeskirche zu gewinnen, initiierte Friedrich im Frühjahr 1571 das Frankenthaler Religionsgespräch zwischen Vertretern täuferischer Gemeinden und der Reformierten Kirche.
Friedrich wurde in der Heiliggeistkirche in Heidelberg begraben.

## Nachkommen
Kurfürst Friedrich III. heiratete am 21. Oktober 1537 in Crailsheim Marie (1519–1567), Tochter des Markgrafen Kasimir von Brandenburg-Kulmbach und seiner Gattin Prinzessin Susanna, Tochter des bayrischen Herzog Albrecht IV. Aus der Ehe gingen elf Kinder hervor:
- Alberta (1538–1553)
- Ludwig VI. (1539–1583), Kurfürst von der Pfalz

⚭ 1. 1560 Prinzessin Elisabeth von Hessen-Kassel (1539–1582)
⚭ 2. 1583 Prinzessin Anna von Ostfriesland (1562–1621)
- Elisabeth (1540–1594)

⚭ 1558 Herzog Johann Friedrich II. von Sachsen-Gotha (1529–1595)
- Hermann Ludwig (1541–1556, verunglückt)
- Johann Kasimir (1543–1592)

⚭ 1570 Prinzessin Elisabeth von Sachsen (1552–1590)
- Dorothea Susanne (1544–1592)

⚭ 1560 Herzog Johann Wilhelm I. von Sachsen-Weimar (1530–1573)
- Albrecht (1546–1547)
- Anna Elisabeth (1549–1609)

⚭ 1569 Landgraf Philipp II. von Hessen-Rheinfels (1541–1583)
⚭ 1599 Pfalzgraf Johann August von Veldenz-Lützelstein (1575–1611)
- Christoph (1551–1574), gefallen bei der Schlacht auf der Mooker Heide
- Karl (1552–1555)
- Kunigunde Jakobäa (1556–1586)

⚭ 1580 Graf Johann VI. von Nassau-Dillenburg (1536–1606)
In zweiter Ehe heiratete er am 25. April 1569 in Heidelberg die Gräfin Amalia (1540–1602), Witwe des Grafen Heinrich von Brederode. Sie war die Tochter des Grafen Gumprecht von Neuenar zu Limburg. Die Ehe blieb kinderlos.